# Esteban de Luca
Esteban José Mariano de Luca y Patrón (Buenos Aires, Virreinato del Río de la Plata, 2 de agosto de 1786 – Río de la Plata, 17 de mayo de 1824) fue un poeta y militar argentino, director de la Fábrica de Armas de Buenos Aires en los años siguientes a la Revolución de Mayo.

## Biografía
Era hijo de un administrador colonial nacido en lo que actualmente es Italia y de una rica heredera criolla. Estudió en el Real Colegio de San Carlos de su ciudad natal y se dedicó al comercio en su primera juventud.
Durante las Invasiones Inglesas se enroló en 3.º escuadrón del Cuerpo de Patricios y fue elegido oficial. Ingresó en la Escuela de Matemáticas formada por Belgrano y dependiente del Consulado de Comercio, donde aprendió el oficio de artillero militar, pero también el arte de la fabricación de cañones, municiones, pólvora y fusiles. Se destacó en la fabricación de un modelo especial de fusil copiado de los que usaba el regimiento 71 de escoceses, que había sido el principal cuerpo de la primera invasión inglesa.
En esa época compezó a publicar poemas y marchas patrióticas en los periódicos de su época. Era amigo de otro joven poeta, Vicente López y Planes. Contrajo matrimonio con una mujer rica y activa, que más tarde sería una de las fundadoras de la Sociedad de Beneficencia junto con Mariquita Sánchez de Thompson.
En mayo de 1810 compuso una Marcha patriótica, de estilo neoclásico y métrica corta, que fue entonada con carácter de canción nacional. No obstante, tres años más tarde, la Asamblea Constituyente oficializó como Himno Nacional Argentino otra Marcha patriótica, de su amigo Vicente López,
Poeta de inspiración neoclásica, fue autor, entre muchas otras, de las odas Canción de despedida del regimiento 9, en su partida al Perú, en el año 1814, A la victoria de Maipo, A la libertad de Lima, A la muerte de Belgrano, Al pueblo de Buenos Aires.
En septiembre de 1814 fue designado director de la Fábrica de Fusiles de Buenos Aires, cargo que desempeñó hasta 1820. Funcionaba en la manzana enfrente del actual Palacio de Tribunales de Buenos Aires. Disponía de un presupuesto importante, y lo utilizó para producir miles de fusiles, cientos de cañones, grandes cantidades de municiones, armaduras, correajes de cuero, pólvora y cientos de espadas y sables. Su más grande contribución fue armar el Ejército de los Andes, que fue su principal preocupación hasta que llegó la noticia de la batalla de Maipú, a fines de abril de 1818.
Durante los años siguientes dedicó la fábrica a armar el ejército de Buenos Aires, pero este fue destruido en la Batalla de Cepeda. No obstante, siguió a cargo de la Fábrica de Fusiles, sólo que el presupuesto disponible fue muy disminuido por las complicaciones de la Anarquía del Año XX. A mediados de ese año fue enjuiciado por su participación las conspiraciones dirigidas por Carlos María de Alvear; fue absuelto, pero la Fábrica de Fusiles fue desmantelada.
En 1822, De Luca fue fundador y primer secretario de la Sociedad Literaria, fundada por orden del ministro Bernardino Rivadavia. Participó en la redacción de los dos periódicos que editó la sociedad, "La Abeja" y "El Argos". Al año siguiente publicó un largo alegato en favor de políticas activas para poblar el interior de la Provincia de Buenos Aires. También tradujo dramas para teatro del dramaturgo italiano Vittorio Alfieri, varios de los cuales fueron representados en los precarios teatros porteños.
A mediados de 1823 fue secretario de Valentín Gómez en su misión a Río de Janeiro, donde debían exigir la devolución pacífica de la Banda Oriental. A su regreso, en mayo de 1824, halló la muerte al naufragar en el Río de La Plata el bergantín en que viajaba.
Su trágico final fue evocado por el poeta Olegario Andrade en el poema El arpa perdida.
La casa en que vivió en el barrio de San Telmo, se conserva aún, y es considerada Monumento Histórico Nacional.
En su homenaje se crea la Escuela N°1 D.E.6.º se encuentra ubicada en el barrio de Balvanera en la Ciudad Autónoma de Buenos Aires. El edificio donde funciona la institución fue construido por el arquitecto J.Waldrop (hijo), arquitecto que también construyó el Instituto Felix Bernasconi.